# Người Igorot
Igorot, hoặc Cordillera, là tên gọi chung của một số dân tộc người bản địa nói tiếng thuộc ngữ hệ Nam Đảo ở Philippines, người sống ở các vùng núi trên đảo Luzon. Các dân tộc vùng cao sống trong sáu tỉnh của Vùng Hành chính Cordillera: Abra, Apayao, Benguet, Kalinga, Ifugao, Nueva Vizcaya và tỉnh Mountain, cũng như thành phố Baguio.

## Sắc tộc

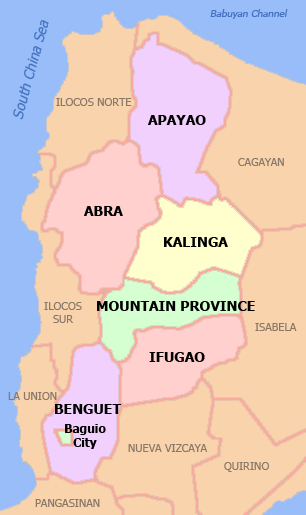
Phân bố các sắc tộc Igorot của Vùng hành chính Cordillera.

Các dân tộc sau đây được phân biệt: 
- Apayao (cũng gọi là Isneg và Dibagat-Kabugao-Isneg): sinh sống trên sông Apayao, trước kia trồng lúa khô. Nói tiếng Isnag.
- Tingguia:
- Kalinga (cũng gọi là Linimos, Limos, Limos Kalinga-Liwan): sinh sống trên các đoạn giữa của sông Chico. Nói tiếng Kalinga.
- Bontoc: (cũng gọi là Bontok): sinh sống trên sông Chico (và ở Bontoc) trước đây là dân săn đầu người. Nói tiếng Bontoc.
- Kankanai: (cũng gọi là Kankana-ey, Sagada / Besao Igorot, Bontoc và Aplai): di chuyển đến các tỉnh Miền Tây Mountain, Benguet ở miền bắc và miền đông nam Ilocos Sur. Được biết đến là những điệu múa khác nhau: Tayaw, Pattong, Takik và Balangbang.
- Ifugao: (cũng là Amganad, Ayangan, Kiangan, Gilipanes, Quiangan, Tuwali Ifugao và Mayoyao): ruộng bậc thang của họ được du khách quan tâm. Nói tiếng Ifugao.
- Ibaloi (cũng là Ibaloy và Nabaloi) sinh sống ở miền Nam Benguet. Nói tiếng Ibaloi.
- I-wak
- Balangao: sống ở các trung tâm tỉnh Moutain, đặc biệt là ở các khu dân cư Balangao. Nói tiếng Farangao.

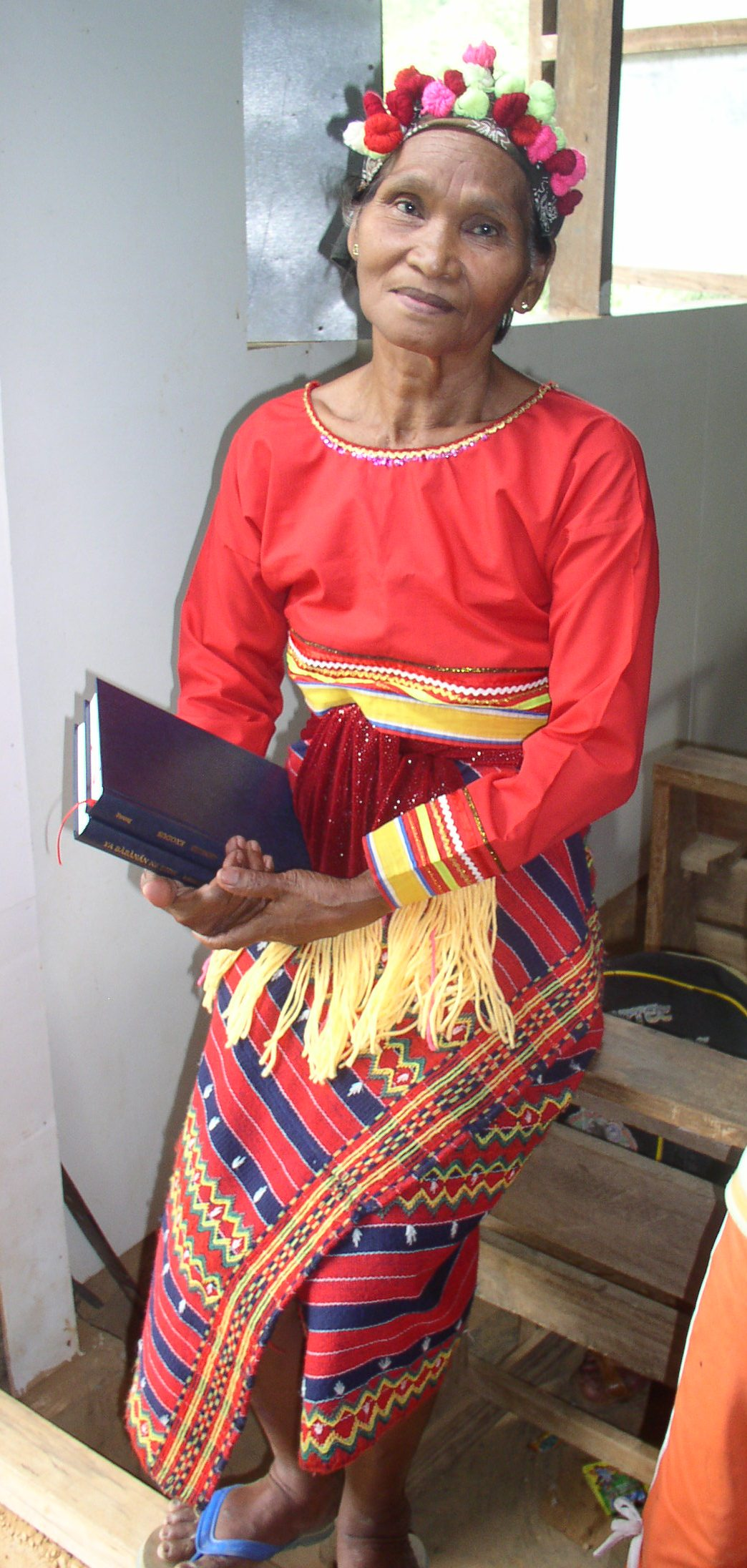
Một phụ nữ Isneg.

## Lịch sử

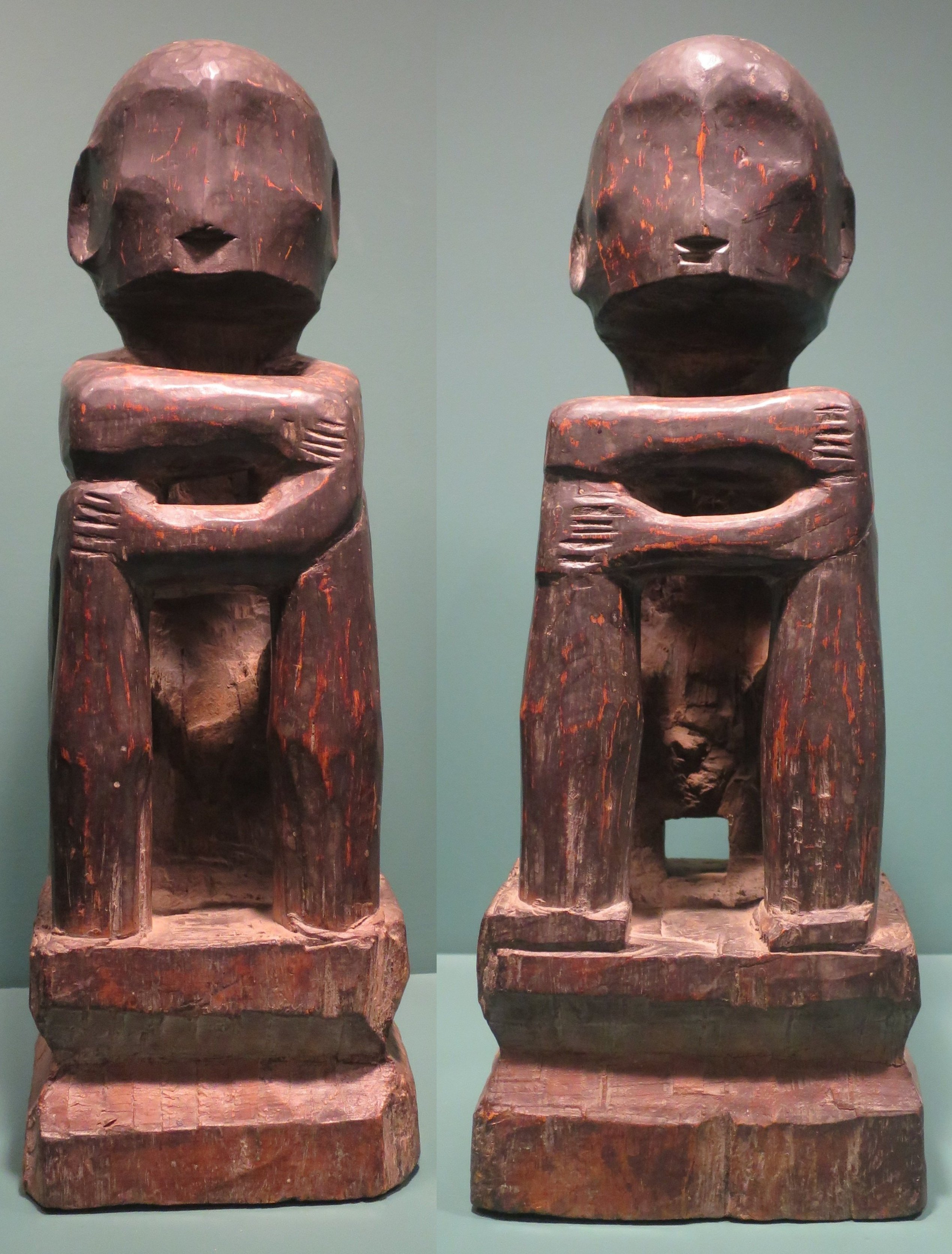
Tượng gỗ Bulul - kiệt tác văn hoá dân gian của người Igorot, có điểm tương đồng với tượng gỗ nhà mồ của các dân tộc Tây Nguyên, Việt Nam

Vàng được tìm thấy ở vùng đất của dân tộc Igorot là một điểm thu hút đối với người Tây Ban Nha. Ban đầu vàng được trao đổi tại Pangasinan bởi người Igorot. Vàng đã được sử dụng để mua các sản phẩm tiêu thụ của dân tộc Igorot. Cả vàng và mong muốn Kitô giáo hóa người Igorot đều được đưa ra làm lý do cho sự chinh phục của Tây Ban Nha. Năm 1572, người Tây Ban Nha bắt đầu săn lùng vàng. Tỉnh Benguet được người Tây Ban Nha nhập vào với ý định lấy vàng. Việc người Igorots tìm cách tránh xa sự thống trị của Tây Ban Nha đã khiến người Tây Ban Nha bực tức. Vàng đã lảng tránh tay người Tây Ban Nha do sự phản đối của dân tộc Igorot.
Samuel E. Kane đã viết về cuộc đời của mình giữa Bontoc, Ifugao và Kalinga sau Chiến tranh Hoa Kỳ Philippines, trong cuốn sách Ba mươi năm với Thợ săn Đầu người Philippines (1933). Trường học đầu tiên của Mỹ dành cho các cô gái Igorot được Alice McKay Kelly mở tại Baguio vào năm 1901. Kane lưu ý rằng Dean C. Worcester "đã làm nhiều hơn bất kỳ người đàn ông nào để ngăn chặn việc săn đầu người và đưa các bộ lạc kẻ thù truyền thống lại với nhau trong tình bạn." Kane viết về người Igorot," có một nền hòa bình, nhịp điệu và sức mạnh nguyên tố trong cuộc sống... mà tất cả những tiện nghi và sự tinh luyện của nền văn minh không thể thay thế... năm mươi năm do đó... sẽ còn lại rất ít để nhắc nhở những người Igorots trẻ tuổi về những ngày trống và ganzas của cuộc hỗn chiến săn đầu người vang lên khắp vùng đất.
Năm 1904, một nhóm người Igorot đã được đưa đến St. Louis, Missouri, Hoa Kỳ để tham dự Hội chợ St. Họ đã xây dựng Làng Igorot trong phần Triển lãm của Philippines, nơi trở thành một trong những triển lãm phổ biến nhất. Nhà thơ T. S. Eliot, người sinh ra và lớn lên ở St. Louis, đã đến thăm và khám phá Ngôi làng. Lấy cảm hứng từ điệu nhảy bộ lạc của họ và những người khác, ông đã viết truyện ngắn "Người đàn ông là vua" (1905). [26] Vào năm 1905, 50 bộ lạc đã được trưng bày tại một công viên giải trí ở Brooklyn, New York vào mùa hè, kết thúc trong sự giam giữ của Truman K. Hunt, một người biểu diễn "đang chạy trốn trên khắp nước Mỹ cùng với bộ lạc."
Trong thời gian Nhật Bản chiếm đóng Philippines, nhân dân Igorot đã chiến đấu chống lại Nhật Bản. Lực lượng du kích trong Thế chiến II của Donald Blackburn có một lực lượng mạnh mẽ của dân tộc Igorot.
Vào năm 2014, Victoria Tauli-Corpuz, một người bản địa kỳ cựu của dân tộc Igorot đã được bổ nhiệm làm Báo cáo viên đặc biệt của Liên Hợp Quốc về Quyền của Người bản địa.

## Văn hoá

### Trang phục

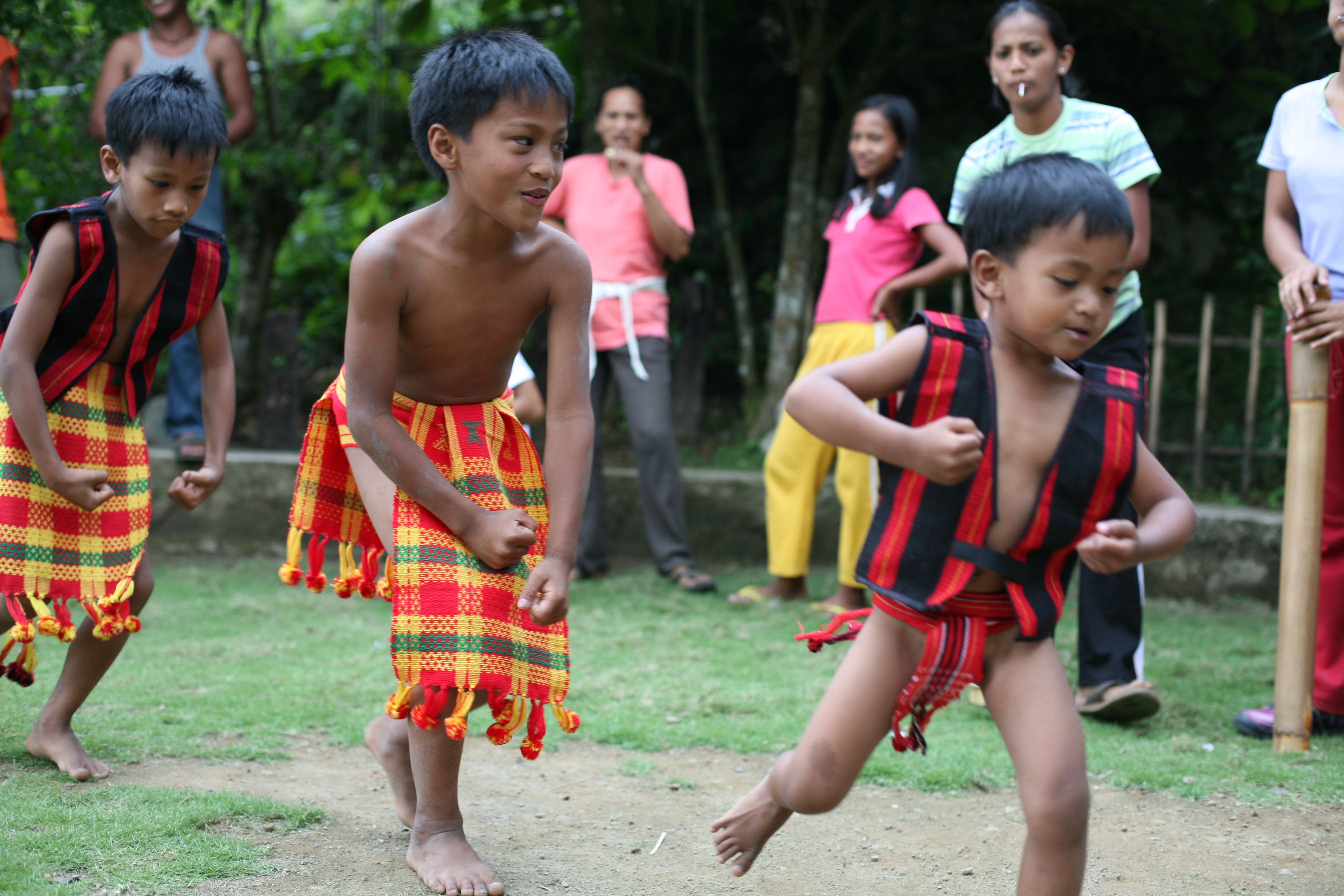
Trẻ em ở Lubuagan trong trang phục truyền thống của dân tộc Igorot

Người Igorot ở Philippines với truyền thống văn hóa đặc sắc, trong đó có những nét đẹp trên trang phục. Nghề dệt thổ cẩm truyền thống, đồng bào Igorot đã có từ lâu đời, góp phần lưu giữ những nét đặc trưng nhất trên trang phục của dân tộc Igorot.
Nhờ nghề dệt, đồng bào dân tộc Igorot vẫn giữ được các loại hình trang phục với những nét đặc trưng theo từng nhóm người.
Trang phục đậm chất Igorot là các loại khố (tiếng Igorot là bahag), áo của đàn ông; áo chui đầu tay áo được khoét sát nách và váy quấn của phụ nữ, khăn đội đầu, tấm choàng, tấm địu trẻ em. Trang phục truyền thống của đồng bào Igorot thì nam giới đóng khố, cởi trần. Khố là một tấm vải dài, khổ hẹp luồn qua háng, quấn quanh thắt lưng, thả mành mành hai đầu buông dài trước và sau đến gần cổ chân. Tộc trưởng cũng như trai tráng trong bộ tộc đeo dây chuyền gắn nanh hổ. Ngày lễ họ thường đeo chiếc khăn thổ cẩm đỏ và trắng hay đội mũ lông chim trên đầu. Ngày thường, nam giới đóng khố và quấn thêm một tấm vải quấn chéo trên ngực, đàn ông già thì quấn tấm choàng từ vải đỏ lên người thay cho áo. Nam giới có lúc họ thích xăm mình, nhiều nhất là phần cánh tay, ngực, bụng và chân hay lưng. Ngày nay, nam giới dân tộc Igorot độ tuổi từ vị thành niên tới gần trung niên rất yêu chuộng cơ thể sáu múi cường tráng, vì họ đam mê với thể hình, đặc biệt có những người mẫu nam của dân tộc Igorot nổi tiếng với các cuộc thi nam vương như Renz Lou Lagria.
Trang phục nữ: phụ nữ Igorot ưa để tóc dài,có khi búi và cài lông chim đại bàng hay lông công.Họ thường đeo chuỗi hạt cườm ở cổ và vòng tay bằng đồng xoắn ốc dài từ cổ đến khủy tay (theo kiểu hình nón cụt). Nhẫn được dùng phổ biến và thường được đeo ở hai, ba ngón tay. Cách trang trí hoa văn trên áo váy của phụ nữ Igorot được coi là tiền thân của các bộ váy áo cho phụ nữ của các dân tộc Tây Nguyên, Việt Nam.
Áo là loại áo ngắn, chui đầu, phổ biến là kiểu chui đầu cổ "hình thuyền",Váy là loại váy hở quấn vào thân (kích thước trên dưới 140 cm x 100 cm). Phong cách trang trí trên váy cũng thiên về lối bố cục ngang với các đường sọc màu (như áo là chính). Có nhóm người mặc theo kiểu thân dưới áo trước và sau lưng được trang trí hoa văn các màu đỏ, xanh là chính trong bố cục dải băng ngang thân với các mô típ hoa văn hình học là chủ yếu. Chiều dọc hai bên mép áo được dệt viền các sọc trang trí. Váy là loại váy hở được dệt trang trí hoa văn với những phong cách bố cục đa dạng. Về cơ bản là các sọc: màu xanh, đỏ, vàng, trắng trên nền chàm chủ yếu là hoa văn hình học theo nguyên tắc bố cục dải băng ngang truyền thống. Có trường hợp nửa trên váy dệt trang trí hoa văn kín trên nền sáng (trắng) với hoa văn hình học màu đỏ xanh.

### Nhạc cụ
Văn hóa cồng chiêng của người Igorot là tiền thân cho nền văn hóa cồng chiêng của các dân tộc Tây Nguyên ở Việt Nam. Nhưng cách đánh cồng chiêng của người Igorot lại khác biệt hoàn toàn.
Vũ điệu truyền thống cùng với các bài hát dân ca Igorot được những người đàn ông biểu diễn và chơi cồng chiêng, vũ công trang bị giáo, rìu và khiên gỗ,trông như những chiến binh ra trận. Phụ nữ múa với những điệu múa như sàng gạo, cầu mưa cho mùa màng bội thu.

### Hôn nhân gia đình
Các hộ gia đình của người Isnag bao gồm các gia đình có quan hệ với nhau sống gần nhau và các gia đình mở rộng gồm ba thế hệ sống cùng nhau. Gia đình là yếu tố then chốt trong xã hội, càng lớn càng tốt, đứng đầu là chồng. Không có cấu trúc xã hội nào khác tồn tại, mặc dù những người đàn ông dũng cảm, mengal, dẫn đầu trong việc săn bắn và câu cá. Người dũng cảm nhất, Kamenglan, là người lãnh đạo tổng thể. Một thanh niên bước vào hàng ngũ của họ sau chuyến thám hiểm đầu tiên. Một mengal mang một chiếc khăn màu đỏ trên đầu và có hình xăm trên cánh tay và vai. Họ là hình mẫu cho chế độ đa thê.